# میخائیل پریشوین
میخائیل میخایلوویچ پریشوین، (به روسی: Михаил Михайлович Пришвин) (زاده ۱۸۷۳ – درگذشته ۱۹۵۴)، نویسندهٔ روس

## زندگی
پریشون فرزند خانوادهٔ ثروت‌مندی بود و در ملک خانوادگی‌شان در شمال روسیه به دنیا آمد. در زمان تحصیل در ریگا توسط دولت تزاری به دلیل فعالیت‌هایش دستگیر شد. پس از آزادی از زندان به لایپزیک رفت و در آن‌جا ادامه تحصیل داد و در ۱۹۰۲ در رشتهٔ زراعت تحصیل خود را به‌پایان رساند.
پرشیون علاقهٔ زیادی به فولکلور(مردم‌شناسی)، زبان‌شناسی، قوم‌شناسی، و شرق‌شناسی داشت و به نقاط مختلف روسیه، آسیای مرکزی، و شرق دور سفر کرد.
پریشون هر چند سال‌های آخر عمرش را در مسکو گذراند اما شادترین دوران زندگی‌اش زمانی بود که در روستاها به شکار و ماهیگیری و گردش می‌گذشت.

## سبک و خصوصیات ادبی
پرشیون در تمام دوران استالین لحن و بیان شخصی خود را در ادبیات حفظ کرد. صداقت ادبی و هنری و خلق آثار ناب هنری با نثری زیبا از ویژگی‌های آثار اوست.
سبک پرشیون و انتخاب موضوع‌هایش در بسیاری از موارد نزدیکی زیادی به سبک و موضوع آکساکوف دارد. نثر او، با تغزلی و رئالیستی بودن‌اش، تلفیقی از شعر و واقعیت علمی است. در آثار او تقریباً هیچ ماجرای اتفاق نمی‌افتد اما توصیف دقیق و آهنگ کند گدر نامحسوس و تکراری زمان در گردش فصول حس غریبی را به خوانندگان‌اش منتقل می‌کند.

## آثار
- ۱۹۰۷، سرزمین پرندگان و جانوران نرمیده[۱]، مجموعه داستان کوتاه.
- ۱۹۰۷، گردهٔ کوچک نان[۲]، درباره آداب، عادات و افسانه‌های مردم شمال روسیه.
- ۱۹۱۰، عرب سیاه[۳]، حاصل سفر به قزاقستان.
- ۱۹۳۵، تقویم طبیعت[۴]
- ۱۹۲۳ـ۱۹۵۴ زنجیر کاشچیی[۵]، رمانی زندگینامه‌ای.
- ۱۹۴۵، انبار خورشید[۶]
- ۱۹۵۷، جادهٔ تزار[۷]